# 687 a.C.

## Nascimentos
- Manassés, 14º rei de Judá, m. 642 a.C.
- Gyges se torna rei de Lydia .
- Ezequias foi sucedido por Manassés como rei de Judá .